# Mistrzostwa Ameryki Południowej w Piłce Siatkowej Mężczyzn 2015
XXXI Mistrzostwa Ameryki Południowej w Piłce Siatkowej Mężczyzn odbyły się w brazylijskim mieście Maceió pomiędzy 30 września a 4 października 2015 roku.
Tytułu sprzed dwóch lat broniła reprezentacja Brazylii.

## System rozgrywek
Osiem reprezentacji podzielono na dwie grupy. W fazie grupowej drużyny rozegrały ze sobą po jednym meczu systemem kołowym. Drużyny, które po rozegraniu wszystkich spotkań w grupie zajęły 1. i 2. miejsca, utworzyły pary półfinałowe. Zespoły z 3. miejsc w grupach zagrały mecz o 5. miejsce w turnieju, a ekipy z ostatnich miejsc w swoich grupach rozegrały mecz o 7. miejsce.  Przegrani półfinałów zagrali o 3. miejsce, a zwycięzcy półfinałów awansowali do finału, którego triumfator został Mistrzem Ameryki Południowej 2015.
Za zwycięstwo drużyna otrzymywała 3 punkty (3:0 lub 3:1) lub 2 punkty (3:2), a za porażkę 1 punkt (2:3) lub 0 punktów (1:3 lub 0:3).
O kolejności w tabeli decydowały kolejno: 
- liczba wygranych meczów,
- liczba punktów,
- stosunek setów,
- stosunek małych punktów
- wynik meczów bezpośrednich

## Drużyny uczestniczące
- Argentyna
- Brazylia
- Chile
- Gujana
- Kolumbia
- Peru
- Urugwaj
- Wenezuela

## Hala sportowa
| Ginásio do Sesi |
| --------------- |
| Maceió          |

## Rozgrywki

### Faza grupowa
awans do półfinałów
     mecz o 5. miejsce
     mecz o 7. miejsce

#### Grupa A
| Lp. | Drużyna   | Mecze | Mecze   | Mecze   | Pkt | Sety | Sety | Sety  | Małe punkty | Małe punkty | Małe punkty |
| Lp. | Drużyna   | M     | W (3:2) | P (2:3) | Pkt | wyg. | prz. | ratio | zdob.       | str.        | ratio       |
| --- | --------- | ----- | ------- | ------- | --- | ---- | ---- | ----- | ----------- | ----------- | ----------- |
| 1   | Brazylia  | 3     | 3 (0)   | 0 (0)   | 9   | 9    | 1    | 9.000 | 248         | 150         | 1.653       |
| 2   | Wenezuela | 3     | 2 (0)   | 1 (0)   | 6   | 6    | 5    | 1.200 | 226         | 237         | 0.954       |
| 3   | Chile     | 3     | 1 (0)   | 2 (0)   | 3   | 5    | 6    | 0.833 | 238         | 250         | 0.952       |
| 4   | Peru      | 3     | 0 (0)   | 3 (0)   | 0   | 1    | 9    | 0.111 | 171         | 246         | 0.695       |

Źródło: voleysur.org
Punktacja: 3:0 i 3:1 – 3 pkt; 3:2 – 2 pkt; 2:3 – 1 pkt; 1:3 i 0:3 – 0 pkt
Zasady ustalania kolejności: 1. liczba zwycięstw; 2. liczba punktów; 3. stosunek setów; 4. stosunek małych punktów; 5. bilans w bezpośrednich meczach
| Data       | Godz. | Drużyna 1 | Wynik | Drużyna 2 | 1     | 2     | 3     | 4     | 5 | Widzów | *  |
| ---------- | ----- | --------- | ----- | --------- | ----- | ----- | ----- | ----- | - | ------ | -- |
| 30.09.2015 | 16:00 | Chile     | 1:3   | Wenezuela | 25:17 | 17:25 | 21:25 | 20:25 |   |        | 2  |
| 30.09.2015 | 18:45 | Brazylia  | 3:0   | Peru      | 25:8  | 25:9  | 25:15 |       |   |        | 3  |
|            |       |           |       |           |       |       |       |       |   |        |    |
| 1.10.2015  | 21:30 | Wenezuela | 3:1   | Peru      | 20:25 | 25:19 | 26:24 | 25:11 |   |        | 5  |
| 1.10.2015  | 20:30 | Chile     | 1:3   | Brazylia  | 25:23 | 18:25 | 14:25 | 23:25 |   |        | 7  |
|            |       |           |       |           |       |       |       |       |   |        |    |
| 2.10.2015  | 12:45 | Peru      | 0:3   | Chile     | 23:25 | 16:25 | 21:25 |       |   |        | 9  |
| 2.10.2015  | 18:15 | Brazylia  | 3:0   | Wenezuela | 25:16 | 25:9  | 25:14 |       |   |        | 11 |

#### Grupa B
| Lp. | Drużyna   | Mecze | Mecze   | Mecze   | Pkt | Sety | Sety | Sety  | Małe punkty | Małe punkty | Małe punkty |
| Lp. | Drużyna   | M     | W (3:2) | P (2:3) | Pkt | wyg. | prz. | ratio | zdob.       | str.        | ratio       |
| --- | --------- | ----- | ------- | ------- | --- | ---- | ---- | ----- | ----------- | ----------- | ----------- |
| 1   | Argentyna | 3     | 3 (0)   | 0 (0)   | 9   | 9    | 1    | 9.000 | 248         | 162         | 1.531       |
| 2   | Kolumbia  | 3     | 2 (0)   | 1 (0)   | 6   | 7    | 3    | 2.333 | 237         | 209         | 1.134       |
| 3   | Urugwaj   | 3     | 1 (0)   | 2 (0)   | 3   | 3    | 6    | 0.500 | 173         | 201         | 0.861       |
| 4   | Gujana    | 3     | 0 (0)   | 3 (0)   | 0   | 0    | 9    | 0.000 | 139         | 225         | 0.618       |

Źródło: voleysur.org
Punktacja: 3:0 i 3:1 – 3 pkt; 3:2 – 2 pkt; 2:3 – 1 pkt; 1:3 i 0:3 – 0 pkt
Zasady ustalania kolejności: 1. liczba zwycięstw; 2. liczba punktów; 3. stosunek setów; 4. stosunek małych punktów; 5. bilans w bezpośrednich meczach
| Data       | Godz. | Drużyna 1 | Wynik | Drużyna 2 | 1     | 2     | 3     | 4     | 5 | Widzów | *  |
| ---------- | ----- | --------- | ----- | --------- | ----- | ----- | ----- | ----- | - | ------ | -- |
| 30.09.2015 | 13:15 | Kolumbia  | 3:0   | Urugwaj   | 25:18 | 25:18 | 25:18 |       |   |        | 1  |
| 30.09.2015 | 21:00 | Argentyna | 3:0   | Gujana    | 25:9  | 25:9  | 25:13 |       |   |        | 4  |
|            |       |           |       |           |       |       |       |       |   |        |    |
| 1.10.2015  | 15:15 | Kolumbia  | 3:0   | Gujana    | 25:22 | 25:15 | 25:20 |       |   |        | 6  |
| 1.10.2015  | 21:00 | Urugwaj   | 0:3   | Argentyna | 12:25 | 16:25 | 16:25 |       |   |        | 8  |
|            |       |           |       |           |       |       |       |       |   |        |    |
| 2.10.2015  | 15:30 | Gujana    | 0:3   | Urugwaj   | 14:25 | 14:25 | 22:25 |       |   |        | 10 |
| 2.10.2015  | 21:00 | Argentyna | 3:1   | Kolumbia  | 25:17 | 28:26 | 20:25 | 25:19 |   |        | 12 |

### Faza finałowa

#### Półfinały
| Data      | Godz. | Drużyna 1 | Wynik | Drużyna 2 | 1     | 2     | 3     | 4     | 5 | Widzów | *  |
| --------- | ----- | --------- | ----- | --------- | ----- | ----- | ----- | ----- | - | ------ | -- |
| 3.10.2015 | 13:00 | Argentyna | 3:1   | Wenezuela | 25:18 | 20:25 | 25:16 | 25:17 |   |        | 13 |
| 3.10.2015 | 15:40 | Brazylia  | 3:0   | Kolumbia  | 25:19 | 25:14 | 25:10 |       |   |        | 14 |

#### Mecz o 7. miejsce
| Data      | Godz. | Drużyna 1 | Wynik | Drużyna 2 | 1     | 2     | 3     | 4 | 5 | Widzów | *  |
| --------- | ----- | --------- | ----- | --------- | ----- | ----- | ----- | - | - | ------ | -- |
| 3.10.2015 | 18:20 | Gujana    | 0:3   | Peru      | 19:25 | 14:25 | 17:23 |   |   |        | 15 |

#### Mecz o 5. miejsce
| Data      | Godz. | Drużyna 1 | Wynik | Drużyna 2 | 1     | 2     | 3     | 4     | 5 | Widzów | *  |
| --------- | ----- | --------- | ----- | --------- | ----- | ----- | ----- | ----- | - | ------ | -- |
| 3.10.2015 | 21:00 | Chile     | 3:1   | Urugwaj   | 25:19 | 23:25 | 25:16 | 25:18 |   |        | 16 |

#### Mecz o 3. miejsce
| Data      | Godz. | Drużyna 1 | Wynik | Drużyna 2 | 1     | 2     | 3     | 4 | 5 | Widzów | *  |
| --------- | ----- | --------- | ----- | --------- | ----- | ----- | ----- | - | - | ------ | -- |
| 4.10.2015 | 8:30  | Wenezuela | 0:3   | Kolumbia  | 21:25 | 25:27 | 21:25 |   |   |        | 17 |

#### Finał
| Data      | Godz. | Drużyna 1 | Wynik | Drużyna 2 | 1     | 2     | 3     | 4 | 5 | Widzów | *  |
| --------- | ----- | --------- | ----- | --------- | ----- | ----- | ----- | - | - | ------ | -- |
| 4.10.2015 | 10:15 | Argentyna | 0:3   | Brazylia  | 16:25 | 19:25 | 16:25 |   |   |        | 18 |

## Klasyfikacja końcowa
| Miejsce | Reprezentacja |
| ------- | ------------- |
| złoto   | Brazylia      |
| srebro  | Argentyna     |
| brąz    | Kolumbia      |
| 4.      | Wenezuela     |
| 5.      | Chile         |
| 6.      | Urugwaj       |
| 7.      | Peru          |
| 8.      | Gujana        |

## Nagrody indywidualne
| MVP                 | Najlepszy atakujący | Najlepszy przyjmujący          | Najlepszy blokujący        | Najlepszy zagrywający | Najlepszy libero |
| ------------------- | ------------------- | ------------------------------ | -------------------------- | --------------------- | ---------------- |
| Sérgio Dutra Santos | Evandro Guerra      | Rodrigo Quiroga Ronald Jimenez | Facundo Imhoff Isac Santos | Bruno Rezende         | Facundo Santucci |